# Tatjana Voltskaja
Tatjana Anatoljevna Voltskaja (ryska: Татьяна Анатольевна Вольтская), född 12 december 1960 i Leningrad i Ryska SFSR i Sovjetunionen (nu Ryssland), är en rysk författare och journalist.